# Nesiostrymon dodava
Nesiostrymon dodava is een vlinder uit de familie van de Lycaenidae. De wetenschappelijke naam van de soort werd als Thecla dodava in 1877 gepubliceerd door William Chapman Hewitson.